# 盧卡斯葛拉漢樂團
盧卡斯葛拉漢樂團（英語：Lukas Graham）是一支丹麥流行樂及靈魂樂乐队。現時樂團成員包括主唱Lukas Forchhammer、鼓手Mark Falgren、貝斯手Magnus Larsson。該乐队於2012年簽約Copenhagen Records及Then We Take the World，發行了首個專輯《Lukas Graham》，成為當時丹麥榜單的冠軍專輯。他們的第二個專輯於2015年發行，並因《媽媽說》（Mama Said）和《那年七歲》（7 Years）等單曲獲得了國際注意，後者更於告示牌百強單曲榜中名列第二。這個以自己命名的專輯於2016年4月1日正式由華納兄弟唱片公司於美國發行。